# Flickr
Flickr je veb-sajt koji služi kao servis za skladištenje slika i videa onlajn zajednice. Kako je u pitanju popularan veb-sajt među korisnicima koji postavljaju lične fotografije, servis je dosta korišćen među blogerima kao ostava za fotografije.

## Spoljašnje veze
- Zvanični sajt
- Архивирано на веб-сајту  (12. јануар 2005)